# Masaru Kurotsu
Masaru Kurotsu (黒津 勝?, Kurotsu Masaru; Koga, 20 agosto 1982) è un ex calciatore giapponese, di ruolo attaccante.